# Orhei
Orhei (Jiddisch: Uriv - אוריװ, rus Orgeyev - Оргеев) és una ciutat de Moldàvia amb una població de 25,680 habitants, capital del districte d'Orhei. És situada al centre del país. Abans del 2003 Orhei era un Judeţ, divisió administrativa més ampla, però més tard el país fou dividit en raion, o districtes. La majoria de la població parla moldau (romanès) i rus. Només hi ha una escola i ensenya en rus.
L'església de Sant Dumitru fou construïda per Vasile Lupu. Orhei és aproximadament 50 kilòmetres al nord de la capital, Chişinău. Orhei pren el nom d'Orhei Vechi, monestir actiu vora la vila d'Ivancea.